# Любинка (посёлок)
Лю́бинка — посёлок сельского типа в Спировском районе Тверской области. В административном плане относится к Пеньковскому сельскому поселению.

## География
Находится в 9 км от Спирово. В посёлке платформа Любинка на главном ходу Октябрьской железной дороги на перегоне Вышний Волочёк — Спирово.

## Население
По данным на 2008 год население НП составило 103 человека.

## История
Станция Любинка Николаевской железной дороги открыта в 1874 году. Своё название станция получила от реки Любинка.

«…Это случилось в первый месяц войны. На станции Любинка вражеский бомбардировщик на бреющем полете пытался разбомбить движущийся по путям воинский эшелон. Однако в цель не попал. Осколочные бомбы, сброшенные с малой высоты, скользнули по полотну дороги и… не взорвались. 30 опасных „упаковок“ остались лежать на главных путях, заблокировав движение поездов.

Чтобы доставить из Бологое специалистов-подрывников, потребовалось бы не менее двух-трех часов, оставив воинские эшелоны прекрасной мишенью для атак с воздуха. И тогда начальник маленькой станции Любинка В. Н. Иванов решил сам убрать с путей смертельную „манну небесную“. Одну за другой он выносил с железнодорожного полотна бомбы, каждая из которых в любую секунду могла взорваться у него в руках. Тридцать раз он шагал навстречу смерти и оказывался сильнее её…»— Маргарита Сивакова. Хроника пикирующих бомбардировщиков. «Tverlife.ru»
.
В 1996 году в посёлке 63 хозяйства, 123 жителя.
Железнодорожной станции сейчас нет, так как путевое развитие упразднено, вокзал снесён.